# ماتر فال
ماتر فال (انگلیسی: Matar Fall؛ زادهٔ ۱۸ مارس ۱۹۸۲) بازیکن فوتبال اهل فرانسه است.
از باشگاه‌هایی که در آن بازی کرده‌است می‌توان به باشگاه فوتبال آنژه اشاره کرد.
وی همچنین در تیم ملی فوتبال سنگال بازی کرده‌است.